# La Chaussée (Sena Marítim)
La Chaussée és un municipi francès situat al departament del Sena Marítim i a la regió de Normandia. L'any 2007 tenia 430 habitants.

## Demografia

### Població
El 2007 la població de fet de La Chaussée era de 430 persones. Hi havia 152 famílies de les quals 24 eren unipersonals (16 homes vivint sols i 8 dones vivint soles), 48 parelles sense fills i 80 parelles amb fills.
La població ha evolucionat segons el següent gràfic:
Habitants censats

### Habitatges
El 2007 hi havia 168 habitatges, 152 eren l'habitatge principal de la família, 7 eren segones residències i 9 estaven desocupats. Tots els 167 habitatges eren cases. Dels 152 habitatges principals, 123 estaven ocupats pels seus propietaris i 29 estaven llogats i ocupats pels llogaters; 1 tenia dues cambres, 16 en tenien tres, 54 en tenien quatre i 81 en tenien cinc o més. 129 habitatges disposaven pel capbaix d'una plaça de pàrquing. A 53 habitatges hi havia un automòbil i a 91 n'hi havia dos o més.

### Piràmide de població
La piràmide de població per edats i sexe el 2009 era:
| Homes | Edats   | Dones |
| ----- | ------- | ----- |
| 0     | 95 o +  | 0     |
| 0     | 90 a 94 | 0     |
| 0     | 85 a 89 | 0     |
| 0     | 80 a 84 | 0     |
| 4     | 75 a 79 | 0     |
| 4     | 70 a 74 | 8     |
| 4     | 65 a 69 | 0     |
| 8     | 60 a 64 | 4     |
| 4     | 55 a 59 | 4     |
| 16    | 50 a 54 | 12    |
| 12    | 45 a 49 | 12    |
| 12    | 40 a 44 | 24    |
| 12    | 35 a 39 | 16    |
| 0     | 30 a 34 | 8     |
| 4     | 25 a 29 | 0     |
| 8     | 20 a 24 | 0     |
| 24    | 15 a 19 | 12    |
| 12    | 10 a 14 | 12    |
| 16    | 5 a 9   | 16    |
| 4     | 0 a 4   | 0     |

## Economia
El 2007 la població en edat de treballar era de 284 persones, 223 eren actives i 61 eren inactives. De les 223 persones actives 213 estaven ocupades (118 homes i 95 dones) i 10 estaven aturades (5 homes i 5 dones). De les 61 persones inactives 12 estaven jubilades, 23 estaven estudiant i 26 estaven classificades com a «altres inactius».

### Ingressos
El 2009 a La Chaussée hi havia 162 unitats fiscals que integraven 482 persones, la mediana anual d'ingressos fiscals per persona era de 16.888 €.

### Activitats econòmiques
Dels 10 establiments que hi havia el 2007, 5 eren d'empreses de construcció, 2 d'empreses de comerç i reparació d'automòbils i 3 d'empreses de serveis.
Dels 5 establiments de servei als particulars que hi havia el 2009, 1 era un paleta, 3 lampisteries i 1 empresa de construcció.
L'any 2000 a La Chaussée hi havia 7 explotacions agrícoles que ocupaven un total de 243 hectàrees.

## Equipaments sanitaris i escolars
El 2009 hi havia una escola elemental integrada dins d'un grup escolar amb les comunes properes formant una escola dispersa.

## Poblacions més properes
El següent diagrama mostra les poblacions més properes.